# À bout d'souffle
À bout d'souffle è un singolo del gruppo rap francese Sexion d'Assaut, pubblicato nel 2011 e proveniente dall'album Les chroniques du 75 Vol. 2 (contenuto anche in En attendant L'Apogée: Les Chroniques du 75). Il singolo ha debuttato al 67º posto nella classifica francese, raggiungendo la posizione massima, la 27ª, il 14 maggio 2011.

## Video musicale
Il video musicale mostra quattro membri del gruppo che cantano, accompagnati da alcuni fumetti che raccontano diversi fatti accaduti ad ognuno di loro: Maître Gims, mentre guida con eccesso di velocità, viene fermato dalla polizia e sorpreso senza patente; Maska si alza tardi perché non aveva sentito la sveglia, perde l'autobus e non riesce a raggiungere il posto di lavoro, cercando successivamente di avvisare invano il suo capo (la batteria del suo cellulare risulta scarico), finendo così di essere licenziato; Lefa, dopo una lunga fila al supermercato, paga i suoi acquisti con la carta di credito, ma il pagamento viene rifiutato, e intanto vede un carro attrezzi portarsi via la sua macchina; JR O Chrome, tornando a casa, trova alcune persone che portano via i suoi mobili.

## Classifica
| Classifica | Posizione massima |
| ---------- | ----------------- |
| Francia    | 27                |